# إتش إل. ماثيوز
إتش إل. ماثيوز (بالإنجليزية: H. L. Matthews)‏ هو مدرب رياضي أمريكي، ولد في 14 فبراير 1889 في جفرسونفيل في الولايات المتحدة، وتوفي في 27 فبراير 1975 في تشارلستون في الولايات المتحدة.

## وصلات خارجية
- إتش إل. ماثيوز على موقعبيزبول رفرنس.كوم (الدوري الثانوي) (الإنجليزية)